# Gheorghe Râșcanu
Gheorghe (Egor) Râșcanu-Derojinski (Rîșcanu sau Rășcanu–Derojinschi sau Derozinski) (n. 11 iunie 1839, satul Tuzora, ținutul Orhei – d. 1879) a fost un mare filantrop moldovean în amintirea căruia au fost numite orașul și raionul Rîșcani din Republica Moldova. Datorită activității sale filantropice era supranumit, în mod admirativ și cu respect, „boierul Râșcanu”.

## Familia
Mama lui Gheorghe Râșcanu, Smaranda Râșcanu, aparținea unor neamuri vechi de boieri si domnitori moldoveni, era fata spătarului Matei Râșcanu și a Casandrei Sturdza. Istoricul și genealogistul Gheorghe Ghibănescu a consacrat familiei Râșcanu unul din volumele seriei sale „Surete și Izvoade” care conține și arborele genealogic al familiei completat ulterior de istoricul Gheorghe G. Bezviconi iar apoi actualizat de arhitectul Dan Râșcanu. Tatăl său a fost colonelul armatei țariste Leopold Derojinski. Deoarece tatăl a decedat timpuriu iar fratele mamei, spătarul Iordache Râșcanu, nu avea urmași, Gheorghe (Egor) a fost înfiat de acesta păstrând amândouă numele de familie, atât pe cel al mamei și al tatălui adoptiv - Râșcanu, cât și al tatălui natural - Derojinski.
Gheorghe Râșcanu s-a căsătorit cu Ecaterina, fata boierului Alexandru Russo și a Zoei Catargi, sora lui Lascăr Catargi, cu care a avut 6 copii.

## Viața și activitatea
După terminarea studiilor în 1857 la școala de subofițeri gardieni, Gheorghe Râșcanu face carieră militară pentru o perioadă scurtă unde obține gradul de maior. După retragerea din serviciul militar din motive de sănătate, la 6 februarie 1863, el este ales ca deputat în adunarea nobilimii basarabene. La 12 februarie 1864 este numit funcționar de stat de rang inferior (cinovnic cu misiuni speciale) al guvernatorului Basarabiei, generalul-maior Platon A. Antonovici (1 august 1863 – 30 noiembrie 1867), iar la 22 septembrie devine ispravnic al județului Chișinău. Între 1870 și 1874 a fost membru în conducerea zemstvei guberniale a Basarabiei, unde conducea activitatea secției Protecție Socială. Vârful carierei l-a atins în anul 1872 când a fost ales mareșal (conducător) al nobilimii basarabene.
Cu experiența unei cariere militar-administrative de succes contribuie esențial și la dezvoltarea economică a moșiilor sale. O bună parte din ele erau concentrate în județul Iași fiind primite în dar de la unchiul său după mamă, spătarul Iordache (Egor) Râșcanu care l-a înfiat. A moștenit diverse moșii de la părinții săi nativi iar soția sa, Ecaterina Russo, a adus ca zestre de căsătorie mai multe moșii. În anii 70 ai sec. XIX, împreună cu soția sa, dispunea în Basarabia de următoarele moșii: Copăceanca, Ignățeni, Ivanușca, (pe teritoriul cărora se aflau satele Nihoreni, Răcăria și localitatea Rîșcani), cu un total de 10.083 desetine de pământ și estimate la prețul de 600.000 ruble, Boroșenii Noi cu 1.260 desetine și Horodiște cu 2.800 desetine.
În 1856, pe moșia sa (orașul Rîșcani de azi), pe malul stâng al râului Copăceanca, ctitorește o biserică din lemn. Mai apoi, în 1858, construiește din piatră biserica cu hramul „Adormirea Maicii Domnului”. Tot grație boierului Râșcanu, după cum menționează editorialul „Sbornic Besarabscogo zemstva”, este construită o stație poștală. În anul 1866 Gheorghe Râșcanu a apelat la oficialitățile ruse pentru a înființa stația poștală care doi ani mai târziu, la 15 mai 1868, a fost dată in folosință. Prin susținerea sa financiară au mai fost construite în octombrie 1869 o școală publică pentru băieți, în anul 1871 un spital cu 2 odăi și 20 de paturi iar în 1874 a fost deschisă și o școală duminicală de meserii.
În anii ’70 ai secolului XIX Gheorghe Râșcanu-Derojinski a construit în Chișinău casa familiei. Conacul urban a fost construit după proiectul arhitectului ruso-elvețian Alexandru Bernardazzi care a fost ahitectul orașului Chișinău între 1856 și 1878. Monumentul istoric de valoare națională, una din clădirile istorice frumoase ale Chișinăului a zăcut peste 20 de ani în ruină. Acum însă, în decembrie 2023, renovarea edificiului (în mare parte reconstrucție), este în faza de finalizare.
În anul 1873 Gheorghe Râșcanu-Derojinski a fost unul din intemeietorii Băncii Basarabene Tavricescovo în a cărei conducere a lucrat până în 1874 când s-a îmbolnăvit și nu a mai candidat la post. A decedat în 1879 și a fost înmormântat în biserica cu hramul „Adormirea Maicii Domnului” ctitorită de el în localitatea care urma să-i poarte numele, orașul Rîșcani.